# Charlotte Dyremose
Charlotte Baunbæk Dyremose (født 9. oktober 1977) er en dansk sognepræst og tidligere politiker, som har repræsenteret Det Konservative Folkeparti i Folketinget fra 20. november 2001 til 15. september 2011 og fra 1. januar 2014 til 18. juni 2015. Hun indtrådte i stedet for Benedikte Kiær, som forlod Folketinget for at blive borgmester i Helsingør Kommune.
Hun blev i 2019 færdig som præst og har siden 2024 været sognepræst i Virum Kirke.
Dyremose er datter af tidligere MF, arbejds- og finansminister Henning Dyremose (K) og praktiserende læge Elly B. Dyremose. Hun blev gift den 14. juli 2001 med Jacob Wimpffen Bræstrup og er bosat i Lyngby-Taarbæk Kommune.[kilde mangler]
Hun har grunduddannelser fra Virum Skole 1984-91, Holte Grundskole og Gymnasium 1991-93 og Virum Gymnasium 1993-96. 
Hun studerede til Bachelor i Statskundskab ved Københavns Universitet 1997-2000 og er cand.scient.pol. derfra. 
Dyremose har haft flere studenterjob bl.a. praktik hos Den Konservative Informations- og Pressetjeneste på Christiansborg 2000-2001 og har været dansk ambassadør/dansk formand for SRHA, Scandinavian Reining Horse Association fra 1999.
Dyremose var partiets kandidat i Hellerupkredsen fra februar 2001 og stillede i 2007 op i Lyngbykredsen.